# والتر ميلر (لاعب هوكي جليد)
والتر ميلر هو لاعب هوكي جليد كندي، ولد في 25 سبتمبر 1887 في بيتيربوروغ في كندا، وتوفي في 19 ديسمبر 1959.